# Proticia venezuelensis
Proticia venezuelensis è un mammifero estinto, forse appartenente ai piroteri. Visse nell'Eocene inferiore (circa 52 - 50 milioni di anni fa) e i suoi resti fossili sono stati ritrovati in Sudamerica.

## Descrizione
Questo animale è noto solo per un frammento di mandibola con denti, ed è quindi impossibile ricostruire l'aspetto dell'animale. Dal raffronto con animali forse affini, come Pyrotherium, si suppone che questo animale possedesse un corpo massiccio e zampe robuste; la taglia doveva certamente superare i due metri di lunghezza. 
I denti di Proticia avevano struttura bunodonte e le loro caratteristiche erano simili a quelle dell'altrettanto enigmatico Colombitherium; i molari e i premolari, tuttavia, possedevano cuspidi più bulbose e i lofidi erano scomparsi. 

## Classificazione
Proticia venezuelensis venne descritto per la prima volta da Bryan Patterson nel 1977, sulla base di una mandibola incompleta con il terzo premolare e il primo molare. È probabile che Proticia fosse molto simile a Colombitherium, un altro enigmatico mammifero di grandi dimensioni dell'Eocene sudamericano, probabilmente più recente. Patterson rinvenne i resti di Proticia nella zona di Lara, in Venezuela, in terreni probabilmente appartenenti alla parte superiore della formazione Trujillo (Eocene inferiore). Non è chiaro, tuttavia, se i fossili risalgano effettivamente all'Eocene inferiore.